# Dominó (álbum de 1986)
Dominó é o segundo álbum de estúdio do grupo brasileiro de música pop Dominó, lançado em 1986. Trata-se do segundo trabalho do grupo a ser lançado pela Epic Records e teve como singles as faixas "Guerreiros", "Jura de Amor" (cujo single ganhou uma versão remixada da música) e "Amor e Música".
A divulgação envolveu uma bem-sucedida temporada de shows no Scala Rio, com participação especial de Gugu Liberato. Um especial de televisão exibido pela Rede Bandeirantes destacou o grupo. 
O álbum vendeu mais de 200 mil cópias em duas semanas, ganhando disco de ouro. Posteriormente, recebeu um disco de platina, por mais de 250 mil cópias vendidas no Brasil.

## Produção e gravação
As gravações ocorreram em cinco estúdios diferentes (Estúdios Transamérica e Lincoln Olivetti, no Rio de Janeiro, no Kirios em Madri, na Espanha, e nos estúdios CBS e Roundhouse em Londres, na Inglaterra).
A lista de faixas conta com canções de Edgard Poças, um dos maiores nomes da música infantojuvenil da época. Além dele, traz canções de compositores respeitados e populares na época, tais como: Guilherme Arantes, Lincoln Olivetti, Robson Jorge e Ronaldo Barcellos.

## Divulgação
A divulgação incluiu uma temporada de shows na casa de espetáculos Scala Rio, cujos ingressos foram esgotados em pouco tempo. Os shows contavam com a participação especial do apresentador Gugu Liberato. Após um mês com bastante êxito, a temporada foi prorrogada por mais quatro semanas.
Em detrimento do sucesso dos shows da turnê, sobretudo no Ginásio do Ibirapuera, em São Paulo (que teve um público de 15 mil pessoas) e na Quinta da Boa Vista, no Rio de Janeiro (cujo público atingiu 200 mil pessoas), a Rede Bandeirantes exibiu em 3 de agosto de 1986, um especial intitulado Dominó, que incluía apresentações, videoclipes e entrevistas inéditas com os quatro integrantes do grupo.

## Singles
O primeiro single foi o da música "Guerreiros" que de acordo com o jornal Luta Democrática "é um hino de força de encorajamento que compara a luta pela vida com a garra dos jogadores de futebol em busca de seu ideal". A faixa tornou-se tema de uma propaganda da Caixa Econômica Federal e foi apresentada para o público como um "hino jovem" para a seleção brasileira na Copa do Mundo FIFA de 1986, que ocorreu no México. De acordo com o jornal O Fluminense com apenas 20 dias de lançado, o videoclipe da faixa foi exibido 702 vezes nas emissoras de TV das principais capitais brasileiras, o que significa mais de 30 exibições diárias.
O segundo single foi o da música "Jura de Amor, composta por Mariano Perez e Edgard Poças, a faixa consta como a segunda na lista de faixas do álbum de 1986. Segundo o jornal Diário de Pernambuco a letra da canção fala "da pura emoção dos amantes adolescentes num interessante jogo de palavras: Jura/Chama que ilumina o coração/Estrela mais pura/Pura emoção/Jura agora/Jura". De acordo com diversos veículos de imprensa, a canção obteve grande sucesso nas rádios do Brasil.
O terceiro e último single foi o da faixa "Amor e Música" uma versão em português, feita por Edgard Poças, da canção "La musica", composta por Javier Losada, Luis Gómez Escolar, Mariano Pérez originalmente em espanhol. A música deu nome ao single e ao álbum da banda espanhola Mocedades foi lançada em 1983, e obteve êxito.

## Recepção crítica
| Críticas profissionais | Críticas profissionais |
| Avaliações da crítica  | Avaliações da crítica  |
| Fonte                  | Avaliação              |
| ---------------------- | ---------------------- |
| Diário de Pernambuco   | Favorável              |
| Diário do Pará         | Desfavorável           |

As resenhas dos críticos especializados em música foram divergentes. 
O Diário de Pernambuco fez uma crítica favorável na qual contemplou a qualidade técnica do trabalho e dos arranjos, escrevendo também que além dos dois grandes sucessos que tornaram-se sucesso nas rádios, o álbum ainda continha "nove outras composições nas quais emoção, extroversão e romantismo combinam harmoniosamente".
De maneira oposta, Edgar Augusto, do Diário do Pará, escreveu que o disco era de "canções românticas, de acordes pobres e letras imbecis" e deu nota zero ao álbum por seus feitos artísticos e dez para a gravadora CBS por saber trabalhar e vender seu "produto" por pior que ele fosse.

## Desempenho comercial
O álbum se tornou mais um trabalho bem sucedido na carreira. As vendas superaram mais de 200 mil cópias em duas semanas de lançamento, o que rendeu um disco de ouro. Posteriormente, o grupo ganharia seu segundo disco de platina, por mais de 250 mil cópias vendidas no Brasil.
Em setembro de 1989, a revista Star Show, da Editora Abril, publicou que as vendas atingiram 320 mil cópias no país. No entanto, o jornal O Globo afirmou em sua edição de 31 de março de 1986, que o disco foi lançado com uma tiragem de 1 milhão de cópias distribuídas nas lojas.

## Lista de faixas
Créditos adaptados do LP Dominó, de 1986.
| Lado A |                            |                                                   |                                      |         |  |
| N.º    | Título                     | Compositor(es)                                    | Versões originais                    | Duração |  |
| 1.     | "Guerreiros" (El guerrero) | José Luis Perales, versão de Edgard Barbosa Poças | "Los guerreros" de José Luis Perales | 3:43    |  |
| 2.     | "Jura de Amor" (Baby)      | Mariano Pérez, Poças                              |                                      | 4:01    |  |
| 3.     | "Mariá"                    | Lincoln Olivetti, Robson Jorge, Ronaldo Barcellos |                                      | 3:31    |  |
| 4.     | "Estórias"                 | José María Cano, Poças                            |                                      | 4:15    |  |
| 5.     | "A Chave do Futuro"        | Guilherme Arantes                                 |                                      | 3:46    |  |

| Lado B |                                                                                            |                                                           |                                     |         |  |
| N.º    | Título                                                                                     | Compositor(es)                                            | Versões originais                   | Duração |  |
| 1.     | "Amor e Música"                                                                            | Pérez, Javier Losada, Luis Gómez Escolar, versão de Poças | "La musica" de Mocedades            | 3:29    |  |
| 2.     | "Nada Que Eu Quero Mais"                                                                   | Fernando Arbex, versão de Poças                           | "Nadie te quiere ya" de Los Brincos | 3:11    |  |
| 3.     | "Eclipse" (Vida mía)                                                                       | Julio Rubio Linares, Angel Rubio Linares, Poças           |                                     | 2:48    |  |
| 4.     | "Dançando Com Ela"                                                                         | Arbex, Maryni Callejo, versão de Poças                    | "Lola" de Los Brincos               | 2:29    |  |
| 5.     | "Não Vem Não"                                                                              | Los Brincos, versão de Poças                              | "Flamenco" de Los Brincos           | 2:42    |  |
| 6.     | "Toda Beleza do Mundo (Homenagem ao Ano Internacional da Paz)" (Todos los niños del mundo) | José María Cano, Poças                                    |                                     | 3:27    |  |

## Ficha técnica
Créditos adaptados do LP Dominó, de 1986.
- Músicos participantes:
  - Bateria: Picolé
  - Baixo: Fernandinho
  - Guitarra: Robson Jorge e Nigel Jenkins
  - Percussão: Ariovaldo
  - Teclados: Lincoln Olivetti
  - Piano: Javier Losada
  - Sax: Tito Duarte
  - Côro: Fernando Adour, Simiana, Marize, Betina e Solange
- Arranjos de Javier Losada: "Toda Beleza do Mundo", "Jura de Amor", "Não Vem Não", "Dançando Com Ela", "Nada Que Eu Quero Mais", "Guerreiros".
- Arranjos de Lincoln Olivetti: "Amor e Música", "Estórias", "Mariá", "Eclipse", "A Chave do Futuro".
- Gravados nos estúdios: 
  - Transamérica (Rio de Janeiro) por Armando e Gilmário
  - Lincoln Olivetti (Rio de Janeiro) por Lincoln Olivetti
  - Kirios (Madri) por Enrique Rielo e Luis Postigo
  - CBS (Londres) por Walter Samuel e Mark Chamberlain
  - Roundhouse (Londres) por Bob Painter
- Mixado nos estúdios Roundhouse (Londres) por Bob Painter e Oscar Gomez
- Capa: Juan O. Gatti
- Foto: Milton Montenegro
- Produção: Guiga
- Arte-final: Thereza Piscitelli

## Certificações e vendas
| Região | Certificação | Vendas    |
| ------ | ------------ | --------- |
| Brasil | Platina      | 1,000,000 |